# Authentic (Chris Tomlin)
Authentic è il secondo album di Chris Tomlin, pubblicato il 1º settembre 1998.

## Tracce[1]
1. In Love With You – 2:56
2. Tell Me Who – 2:56
3. Romans – 6:19
4. Alle – 3:36
5. You Are My King – 6:34
6. The Cross, the Crown / No Love Greater – 4:33
7. You Are My Treasure – 4:44
8. Lamb of God – 4:40
9. We Fall Down / My Jesus I Love Thee – 3:46
10. Shout to the Lord – 5:52